# Cryphia striata
Cryphia striata là một loài bướm đêm trong họ Noctuidae.